# Joseph-Alfred Foulon
Joseph-Alfred Foulon, francoski rimskokatoliški duhovnik, škof in kardinal, * 29. april 1823, Pariz, † 23. januar 1893.

## Življenjepis
18. decembra 1847 je prejel duhovniško posvečenje.
12. januarja 1867 je bil imenovan za škofa Nancyja; potrjen je bil 27. marca in 1. maja istega leta je prejel škofovsko posvečenje.
22. marca 1882 je postal nadškof Besançona; potrjen je bil 30. marca istega leta.
23. marca 1887 je bil imenovan za nadškofa Lyona; potrjen je bil 26. maja istega leta.
24. maja 1889 je bil povzdignjen v kardinala in imenovan za kardinal-duhovnika S. Eusebio.